# Seznam nemških pevcev
Seznam nemških pevcev.

## A
- Götz Alsmann
- Amber (Liu; Marie-Claire Cremers: nizoz.-nem.)
- Thomas Anders
- Lale Andersen
- Nino de Angelo

## B
- Kristina Bach
- Bahar Kızıl
- Blixa Bargeld (Christian Emmerich)
- Nancy Baumann
- H. P. Baxxter (Hans Peter Geerdes)
- Lea-Marie Becker
- Lou Bega (David Lubega)
- Bela B. (Bela B Felsenheimer)
- Nadja Benaissa
- Hans-Jürgen Beyer
- Jeanette Biedermann
- Wolf Biermann
- Roy Black (Gerhard Höllerich)
- Christian Blüm
- Blümchen (Jasmin Wagner)
- Dieter Bohlen
- Chris Boltendahl
- Jennifer Braun
- Jenifer Brening
- Inge Brück
- Felix Brummer, Till Brumer
- Bushido

## C
- Howard Carpendale (južnoafriško-nemški)
- Yvonne Catterfeld
- Roger Cicero
- Bernd Clüver
- Sarah Connor (Sarah Marianne Corina Lewe)
- Michael Cretu (Mihai Crețu) ["Curly )M.C."]
- Sandra (Cretu) (Sandra Ann Lauer)

## D
- Lucrecia Dalt (Kolumbijka)
- Diana Damrau
- Gabi Delgado-López
- Andi Deris
- Drafi Deutscher
- Ludmilla "Lucy" Diakovska
- Marlene Dietrich
- Klaus Dinger
- Thomas Dinger
- Udo Dirkschneider
- Chris Doerk
- Andreas Dorau
- Kristina Dörfer
- Isabel Dörfler
- Gina V. D'Orio
- Doro (Dorothee Pesch)
- Jürgen Drews
- Wiglaf Droste

## E
- Katja Ebstein
- Hanin Elias
- Alec Empire (Alexander Wilke-Steinhof)
- Jürgen Engler
- En Esch (Nicklaus Schandelmaier)

## F
- Frank Farian (Franz Reuther)
- Helene Fischer
- Maria Franz
- Dagmar Frederic
- Andreas Frege - Campino

## G
- Gunter Gabriel (1942-2027)
- Rex Gildo
- Uschi Glas
- Marian Gold
- Angela Gossow
- Rainald Grebe
- Antye Greie (aka AGF /Poemproducer)
- Herbert Grönemeyer
- Gerhard Gundermann (1955-98)
- Senna Guemmour
- Gudrun Gut

## H
- Dolly Haas
- Alexander Hacke
- Nina Hagen
- Michael Hansen
- Mina Harker
- Oliver Hartmann
- Johann Adolph Hasse
- Sigrid Hausen
- Heino (Heinz Georg Kramm)
- Michael Heltau (nem.-avstrij.)
- Klaus-Dieter Henkler
- Monika Herz
- Klaas Heufer-Umlauf
- Margot Hielscher
- Holger Hiller
- Jörg Hindemith
- Andreas Holm
- Michael Holm
- Andreas von Holst
- Wyn Hoop
- Guildo Horn
- Annette Humpe
- Anja Huwe
- Ralf Hütter

## J
- Marike Jager
- Uwe Jensen
- Mic Jogwer

## K
- Salome Kammer
- Alexander Kaschte
- Bill Kaulitz
- Chris Kempers
- Gabriele Susanne Kerner - Nena
- Larissa Kerner
- Suzie Kerstgens (1971)
- Alice Kessler
- Ellen Kessler
- Knut Kiesewetter
- Dietrich Kittner (1925-2013)
- Piet Klocke
- Ulita Knaus
- Hildegard Knef
- Sascha Konietzko
- Daniel Kovac (Kovač, r. Črna na Kor. 1956)
- Dagmar Krause
- Stephan Krawczyk ? (1955)
- Jamie-Lee Kriewitz
- Manfred Krug
- Lenn Kudrjawizki
- Christian „Kuno“ Kunert
- Heinz Rudolf Kunze
- Hansi Kürsch

## L
- Aurora Lacasa
- Dominique Lacasa
- Julian Larre
- Erik Lautenschläger
- Lea (-Marie Becker)
- Zarah Leander (šved.-nem. pevka in igralka)
- Vicky Leandros
- Ute Lemper
- Kevyn Lettau
- Till Lindemann
- Udo Lindenberg
- Patrick Lindner
- Thomas Lindner
- Roman Lob
- Thomas Lück

## M
- Peter Maffay
- Ronja Maltzahn
- Mandy (Capristo)
- Manny Marc (Marc Schneider)
- Manuela (Doris Inge Wegener)
- Jürgen Marcus
- Andreas Martin
- Corinna May
- Tony Marshall
- Klaus Meine
- Achim Mentzel
- Alice Merton
- Lena Meyer-Landrut
- Jürgen Milski
- Sandy Mölling
- Barbara Morgenstern
- Maximilian Mutzke

## N
- Xavier Naidoo - "Kobra"
- Sandra Nasić
- Nena (Gabriele Susanne Kerner)
- Nico (Christa Päffgen)
- Nicole (Nicole Seibert, née Hohloch)
- Klaus Nomi (Klaus Sperber)

## O
- Tino Oac
- Agnes Obel (danskega rodu)
- Oceana (Mahlmann)
- Uwe Ochsenknecht

## P
- Vanessa Petruo
- Wolfgang Petry
- Eva-Maria Pieckert
- Ingo Pohlmann
- Franka Potente
- Beaker Pox (Mathias Böker)

## R
- Stefan Raab
- Raptile (Addis Mussa) (etiop. rodu)
- Rasputin Stoy (Rai Streubel)
- Ivan Rebroff
- Jana Reh
- Willy Reichert
- Rio Reiser
- Stephan Remmler
- Aljoscha Rompe
- Marianne Rosenberg
- Nina Rotner (slov.-nem.)

## S
- Sahnie (Hans Runge)
- Sandra (Sandra Ann Lauer; Sandra Cretu)
- Jörn Schlönvoigt
- Christopher Schmid
- Sascha Schmitz
- Magda Schneider
- Marc Schneider - Manny Marc
- Frank Schöbel
- Wolfgang Schrödl
- Corona Schröter
- Michael Schulte
- Hanna Schygulla
- Sabrina Setlur (Schwester S.)
- Severija (Janušauskaitė - litovsko-nem.)
- Florian Silbereisen
- Oliver Simon
- Álvaro Soler
- Ann Sophie
- Diana Sorbello
- Max Strecker?

## T
- Jasmin Tabatabai
- Simin Tander
- Regina Thoss
- Karsten Troyke (Karsten Bertolt Sellhorn)
- Nora Tschirner

## U
- Farin Urlaub (pravo ime Jan Vetter)

## V
- Lena Valaitis
- Caterina Valente (it.-šp. rodu)
- Isabel Varell
- Rob Vitacca

## W
- Jessica Wahls
- Claire Waldoff (1884 – 1957)
- Juliane Werding
- Joachim Witt (1949)
- Tilo Wolff

## Z
- Joana Zimmer
- Rolf Zuckowski